# Čičkovina
Čičkovina is een plaats in de gemeente Martijanec in de Kroatische provincie Varaždin. De plaats telt 223 inwoners (2001).